# Melbourne
Melbourne je glavno mesto zvezne države Viktorija v Avstraliji. Leta 2001 je imel 3.366.542 prebivalcev in je drugo največje mesto v Avstraliji. Melbourne je bil tudi glavno mesto Avstralije od leta 1901 do 1927.

## Zgodovina
Leta 1834 sta John Batman in John Pascoe Fawkner iz Tasmanije neuradno sklenila dogovor z lokalnimi Aborigini o pridobitvi okoli 240.000 hektarov zemlje okoli Melbourna in Geelonga. Tako je bilo ustanovljeno mesto Melbourne. Leto kasneje je kolonialni guverner v Sydneyju uradno imenoval mesto Melbourne. Leta 1837 je guverner Bourke zadolžil Roberta Hoddla, da naredi mestni plan. Leta 1850 so našli veliko nahajališče zlata in s tem je tudi na stotine imigrantov prepravilo malo mestece. Tako je Viktorija leta 1851 prišla do točke, kjer je lahko že zahtevala samostojno kolonijo. Ta slovesnost se je zgodila pod Seperation tree, ki še vedno raste na kraljevem botaničnem vrtu.

## Znamenitosti v Melbournu in okolici
- Flinders Street Station - železniška postaja, zgrajena leta 1910 v francoskem renesančnem stilu
- Shrine of Remembrance - spomenik vojnim žrvtam
- Federation Square - odprt oktobra 2002
- Eureka Tower'

## Prevozna sredstva
Ena izmed najbolj posebnih prevoznih sredstev v Melbournu je tramvaj. Najprej so tramvaje vlekli konji, nato pa so v letih 1880 prišli v uporabo tudi tramvaji na kable, ki so bili vkopani v zemljo. Okoli leta 1920 so zemeljske kable zamenjali nadzemni električni vodi.

## Dogodki v Melbournu
- 2005 - Svetovno prvenstvo v gimnastiki
- 1956 - Poletne olimpijske igre
- Dirka Svetovnega prvenstva Formule 1 za Veliko nagrado Avstralije na dirkališču Melbourne Grand Prix Circuit
- Odprto prvenstvo Avstralije v tenisu